# Beau Black
Beau Black (* 5. August 1985) ist ein amerikanischer Sänger, Songwriter, Instrumentalist und Emmy-nominierter Komponist.

## Leben
Beau Blacks Vater ist David „Jay“ Black, Sänger der Doo-Wop-Gruppe Jay & the Americans. Er wuchs als jüngstes Kind der Familie auf. In jungen Jahren trat Beau Black mit seinem Vater auf und imitierte seinen Stil bei den Auftritten. So sang er das erste Mal mit fünf Jahren Let’s Lock The Door und begann mit acht Jahren mit seinem Vater aufzutreten. Seit seinem 12. Lebensjahr schreibt Beau Black eigene Songs und Texte. Mit 14 lernte er Gitarre und Schlagzeug. Anschließend wurde er zum festen Bestandteil der Lioveband seines Vaters, wo er Gitarre spielte und sang. Zusammen mit seinem Vater sang er das Duett Cryin’ von Roy Orbison.
Blacks erstes Album mit dem Titel Meant to Be mit Rock-’n’-Roll-Songs wurde 2008 als Eigenproduktion veröffentlicht und lieferte mehrere Songs und musikalische Arbeiten für verschiedene Film- und Fernsehspots. Die Nachfrage nach diesen Songs führte Black dazu, den Weg als Vollzeitkomponist einzuschlagen. Sein Weg führte in die Film- und Werbebranche. So schrieb und interpretierte er Musik für mehr als 50 Werbespots. Außerdem war er für die musikalische Untermalung mehrerer Serienfolgen und Filme verantwortlich.
Er arbeitet derzeit mit dem Disney Network an mehreren Projekten. Er ist Hauptkomponist der Zeichentrickserie Die Garde der Löwen, einem Spinoff von Der König der Löwen. Außerdem schrieb er die Titelsongs zu Penn Zero: Teilzeitheld und Miles von Morgen, bei denen er auch für einen Großteil der Musik verantwortlich ist.
2017 wurde er für einen Daytime-Emmy-Award in der Kategorie Outstanding Original Song für Sisi ni Sawa aus Die Garde der Löwen zusammen mit seinen Co-Songwritern Ford Riley und Sarah Mirza nominiert.

## Diskografie
- 2008: Meant to Be (Eigenproduktion)

## Filmografie
- seit 2017: Micky und die flinken Flitzer (Mickey and the Roadster Racers)
- seit 2016: Die Garde der Löwen (The Lion Guard)
- 2015–2016: Miles von Morgen (Miles from Tomorrowland)
- seit 2014: Penn Zero: Teilzeitheld (Penn Zero: Part-Time Hero)
- 2015: Die Garde der Löwen: Das Gebrüll ist zurück (The Lion Guard: Return of the Roar (Musiker und Komponist))
- 2014: Jake und die Nimmerland Piraten (Jake and the Never Land Pirates) (eine Folge)
- 2011: The Hard Times of RJ Berger (eine Folge)
- 2010: 90210 (eine Folge)
- 2010: The Virginity Hit
- 2010: Pretty Little Liars (eine Folge)
- 2009: Make It or Break It (eine Folge)
- 2008: Burn Notice (eine Folge)